# Quista cinereomixta
Quista cinereomixta är en fjärilsart som beskrevs av Sergius G. Kiriakoff 1959. Quista cinereomixta ingår i släktet Quista och familjen tandspinnare. Inga underarter finns listade.